# Cierpięta (Ostrołęka)
Pour les articles homonymes, voir Cierpięta.
Cierpięta (prononcé en polonais : [t͡ɕɛrˈpjɛnta]) est un village polonais de la gmina de Baranowo dans la powiat d'Ostrołęka de la voïvodie de Mazovie dans le centre-est de la Pologne.
Il se situe à environ 8 kilomètres à l'ouest de Baranowo (siège de la gmina), 29 kilomètres au nord-ouest d'Ostrołęka (siège de la powiat) et à 108 kilomètres au nord de Varsovie (capitale de la Pologne).
Le village compte approximativement une population de 600 habitants.

## Histoire
De 1975 à 1998, le village appartenait administrativement à la voïvodie d'Ostrołęka.